# ذخیره‌گاه طبیعی ابوکو
ذخیره‌گاه طبیعی ابوکو (به لاتین: Abuko Nature Reserve) یک منطقه حفاظت‌شده و ذخیره‌گاه طبیعی در گامبیا است که در ناحیه غربی (گامبیا) واقع شده‌است.